# Thalictrum javanicum
Thalictrum javanicum är en ranunkelväxtart som beskrevs av Carl Ludwig von Blume. Thalictrum javanicum ingår i släktet rutor, och familjen ranunkelväxter. Utöver nominatformen finns också underarten T. j. puberulum.